# Janez Andrej Herrlein
Janez Andrej Herrlein (tudi Andrej Janez Herrlein, Andrej Herrlein, Andreas Herrlein in Johann Andreas Herrlein), nemški slikar in učitelj risanja, * 6. september 1738, Kleinbardorf, † 2. maj 1817, Ljubljana.
Herrlein je leta 1778 prišel v Ljubljano kot učitelj risanja na normalki in tu deloval do svoje upokojitve leta 1804. Slikal je predvsem portrete, med katerimi je najbolj znan portret Primičeve Julije z bratcem, ob tem je naslikal portrete številnih tedaj znanih Ljubljančanov. Občasno je slikal tudi verske slike, med drugimi za več ljubljanskih cerkva in poslikal strop Gruberjeve palače, ter krajine, med katerimi so štiri vedute Ljubljane. Njegova poznobaročna dela med drugimi hranijo Narodna galerija Slovenije, Narodni muzej Slovenije in Mestni muzej Ljubljana.